# La Piste des géants (film, 1931)
Pour l’article homonyme, voir La Piste des géants.
Pour plus de détails, voir Fiche technique et Distribution.
La Piste des géants (titre anglais : The Big Trail) est un film américain de type western réalisé par Pierre Couderc et sorti en 1931.

## Synopsis
C'est la version française du film de Raoul Walsh La Piste des géants avec John Wayne.

## Fiche technique
- Titre anglais : The Big Trail
- Réalisation : Pierre Couderc
- Scénario : Hal G. Evarts
- Société de production : Fox Film Corporation
- Producteur : William Fox
- Musique : Arthur Kay
- Durée : 97 minutes
- Date de sortie : 30 mars 1931

## Distribution
- Gaston Glass : Pierre Calmine
- Jeanne Helbling : Denise Vernon
- Margot Rousseroy : Yvette
- Raoul Paoli : Flack
- Louis Mercier : Lopez
- Jacques Vanaire : Mayer
- Jacques Jou-Jerville : Wellmore
- Frank O'Neill : Lucien
- Émile Chautard : Padre
- André Ferrier : Blancart
- George Davis : Pepin
- Jules Raucourt